# Elroy van der Hooft
Elroy van der Hooft (20 april 1990) is een Nederlands voetballer die als aanvaller speelt.

## Carrière
Van der Hooft begon bij VV UDO en kwam op tienjarige leeftijd bij Ajax. Daar speelde hij zes jaar in de jeugdopleiding en vervolgens twee jaar bij ADO Den Haag. Van der Hooft tekende daarna zijn eerste profcontract bij RKC Waalwijk maar debuteerde niet. Al bij RKC gebruikte hij cocaïne.
In de zomer van 2011 ging hij van amateurclub VV UDO naar AO Chania in Griekenland en op 27 november 2011 maakte hij zijn debuut in de Gamma Ethniki tijdens de wedstrijd Paniliakos-Xania in de Gamma Ethniki. Wegens het niet uitkeren van zijn salaris vertrok van der Hooft na een half jaar.
Een makelaar zou bij Indonesische club Gresik United regelen, maar dit kwam niet rond. Nadat de rest van 2012 in Jakarta en op Bali tevergeefs op een club hoopte en veel gokte, ging hij in 2013 drie maanden in Cambodja te gaan spelen voor de club Phnom Penh Crown. Op 27 april 2013 maakte hij zijn debuut in het Aziatische voetbal en scoorde hij tevens een hattrick. De wedstrijd werd met 3-1 gewonnen. Hij eindigde als derde met Phnom Penh Crown in de Metfone C-league. Nadat matchfixing door de doelman in de halve finale uitkwam, verliet Van der Hooft de club. Hij ging voor Boeung Ket Rubber Field spelen, waar hij gedurende het seizoen in conflict kwam met de voorzitter en de club verliet. Hierna raakte Van der Hooft helemaal verslaafd aan alcohol, gokken en cocaïne. In november 2014 kwam hij bij Tri Asia Phnom Penh maar kreeg nog voor aanvang van het seizoen een verkeersongeluk in het bijzijn van zijn dealer. Zijn spelerscarrière was hierna voorbij en hij belandde in de drugshandel. Terug in Nederland kwam hij wegens vrijheidsberoving in de gevangenis waar hij afkickte. In 2017 pakte Van der Hooft het voetbal weer op bij zijn jeugdclub UDO.